# Oinopion
Oinopion (altgriechisch Οἰνοπίων Oinopíōn, deutsch ‚der Weingesichtige, der Weintrinker‘, lateinisch Oenopion) war in der griechischen Mythologie Sohn des Dionysos und der Ariadne und König von Chios. 
Mit seinen Söhnen Talos, Euanthes, Melas, Salagos und Athamas wanderte er von Kreta nach Chios, das ihm von seinem Großonkel Rhadamanthys zugewiesen worden war, aus. Er soll den Weinbau, in dem er von seinem Vater unterrichtet worden war, auf diese Insel gebracht haben.
Er hatte von der Nymphe Helike auch eine Tochter Merope, in die sich der große Jäger Orion verliebte und um ihre Hand anhielt. Ihr zuliebe säuberte er die Insel von wilden Tieren. Oinopion wollte die Hochzeit aber nicht zulassen. Daraufhin vergewaltigte Orion Merope. Aus Rache machte Oinopion Orion betrunken, stach ihm die Augen aus und warf ihn von der Insel.
Hephaistos hatte Mitleid mit dem blinden Orion und gab ihm Kedalion, einen Jungen/Schmied (je nach Übersetzung) als Führer. Kedalion führte ihn nach Osten, wo die aufgehende Sonne Orions Augenlicht wiederherstellte.
Orion beschloss, sich an Oinopion zu rächen, aber Hephaistos hatte dem König eine unterirdische Festung gebaut, so dass er nicht zu finden war. Orion reiste nach Kreta oder wurde von Eos entführt.
Noch zur Zeit von Pausanias wurde auf Chios das (angebliche) Grabmal Oinopions gezeigt.